# القصر المائي

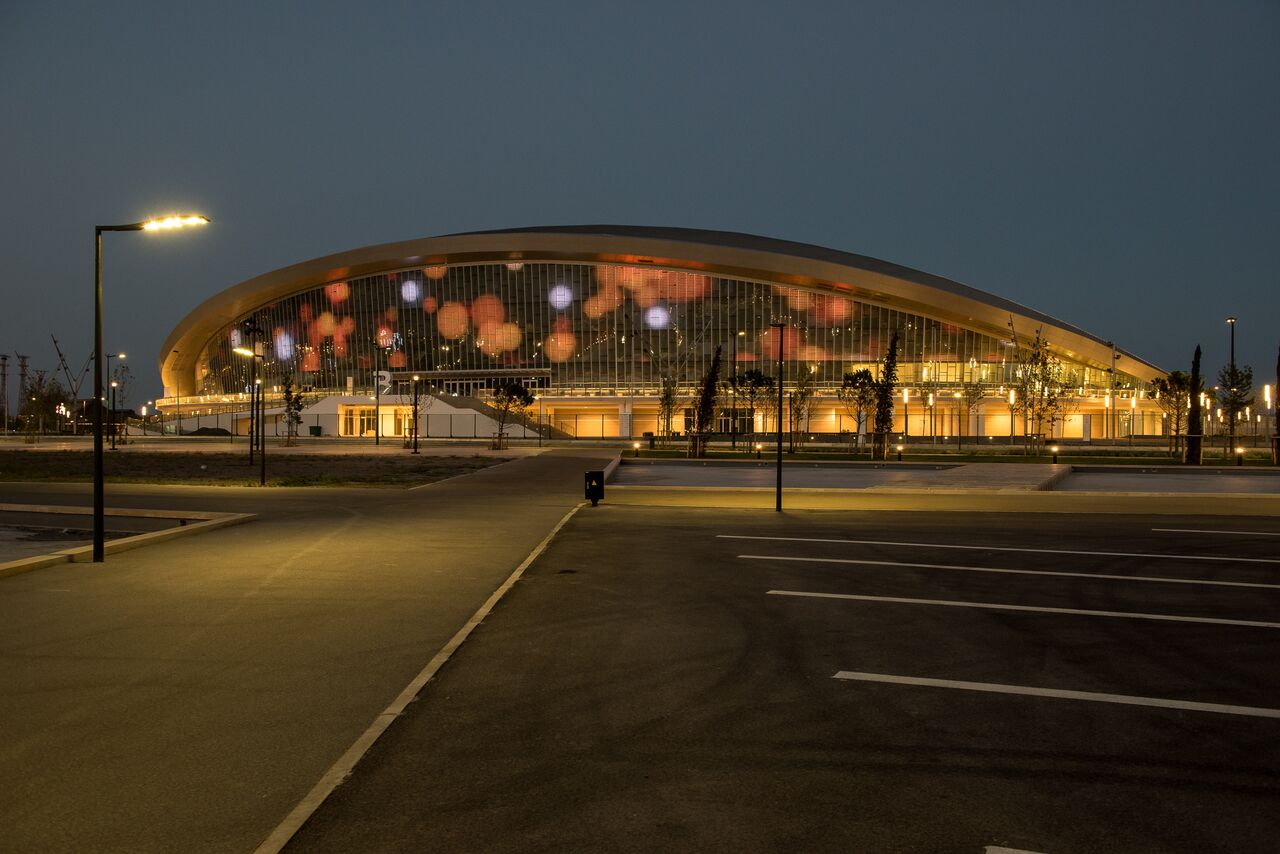
صالة القصر المائي

القصر المائي هي صالة رياضية تقع في مدينة باكو، أذربيجان. تم افتتاح الصالة في 20 أبريل 2015.